# Kurhut

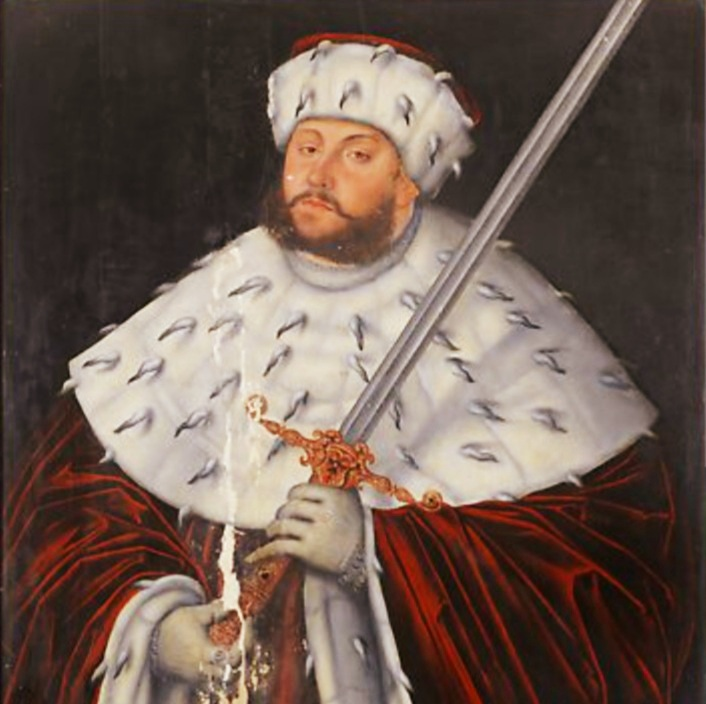
Kurfürst und Herzog Johann Friedrich I. (der Großmütige) von Sachsen in vollem Kurfürstenornat, mit Kurhut, Hermelinmantel und Schwert der Reichserzmarschallwürde; Detail, um 1540/1545

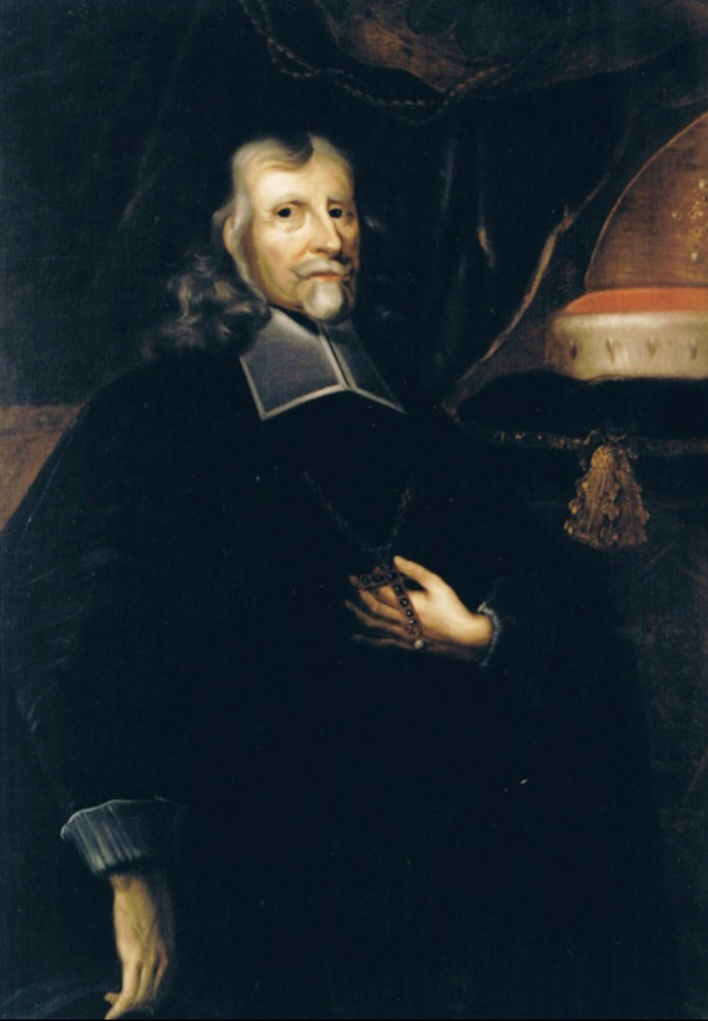
Kurfürst-Erzbischof Johann Philipp von Schönborn mit Mainzer Kurhut, zwischen 1647 und 1673

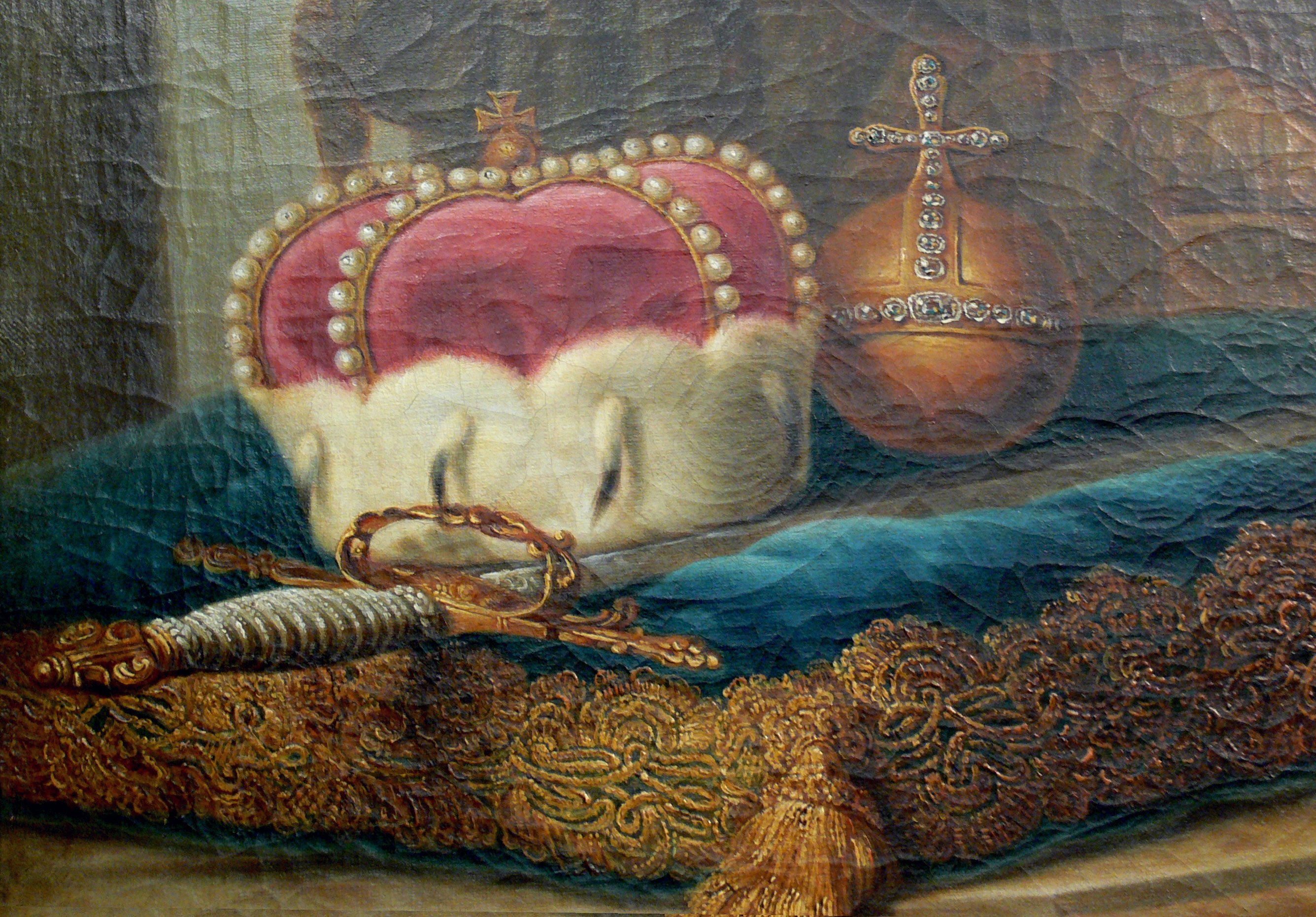
Kurhut (Detail aus einem Staatsporträt des Kurfürsten Karl Theodor von Bayern, 1781)

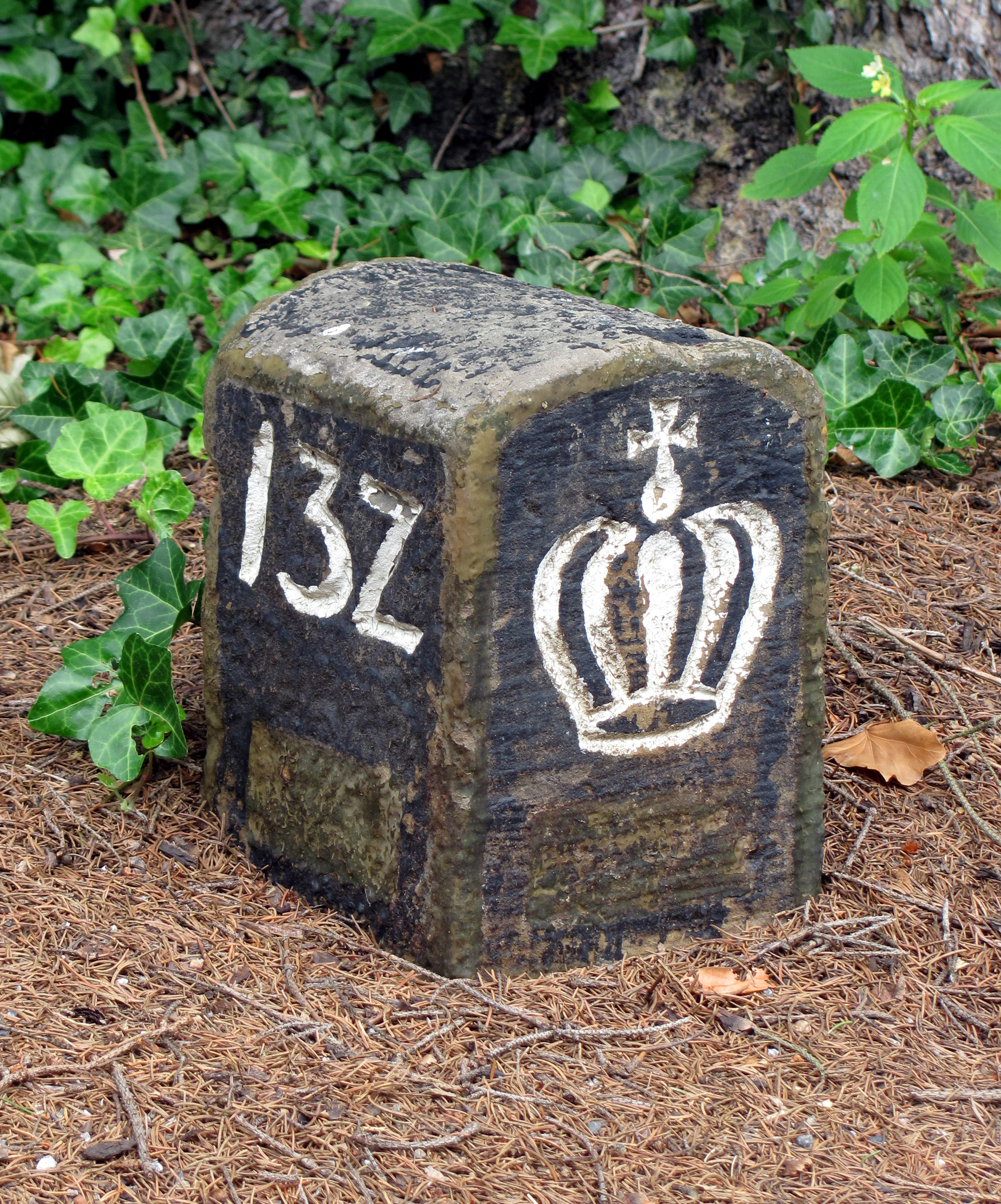
Kursächsischer Grenzstein Oberlößnitz mit einem Kurhut

Der Kurhut ist eine dem älteren Herzogshut entsprechende Kopfbedeckung der Kurfürsten des Heiligen Römischen Reiches Deutscher Nation und sollte deren besonderen Rang und Status bekräftigen.
Neben der Verwendung als Kopfbedeckung war der Kurhut vor allem als heraldische Wappenkrone gebräuchlich.
Herzogshut, Kurhut und Fürstenhut unterscheiden sich von den Kronen durch eine hermelinbesetzte Krempe anstelle des Metallreifens.
Eine flache purpurfarbene Mütze mit breitem Hermelinreifen und Hermelinschwänzchen am oberen Ende war die älteste Form. So sah z. B. der sächsische Kurhut bis ins frühe 17. Jahrhundert aus. Im weiteren Verlauf des 17. Jahrhunderts wurde über der Mütze mittig ein perlenbesetzter Bügel angebracht, der von einem Reichsapfel bekrönt war. Im 18. Jahrhundert wurden drei bis fünf in der heraldischen Seitenansicht sichtbare Spangen verwendet. Die Spangenzahl ist vom jeweiligen Einzelfall abhängig. Bei ein und demselben Kurfürsten finden sich mitunter unterschiedliche Spangenzahlen. Während der Kurhut des Johann Wilhelm von der Pfalz noch mit drei Spangen auskam, beanspruchte der Große Kurfürst fünf Spangen, nachdem er die volle Souveränität über Brandenburg erlangt hatte. Bis Ende des 18. Jahrhunderts setzten sich in den meisten Fällen fünf Spangen durch. Clemens Wenzeslaus von Trier verwendete hingegen meist eine archaische Form ohne Spangen und Schwänzchen. Nach dem Ende des Reiches 1806 wurde die Form mit fünf Spangen zuweilen als Herzogshut weiter verwendet, sofern nicht die Herzogskrone zur Anwendung kam.
Auch die Form und die Hutfarbe wurden unterschiedlich verwendet. Dunkelrotes Purpur für die Kurfürsten und scharlachrot für geistliche Träger mit viereckigem Tuch. Die geistlichen Kurfürsten hatten auch die Mitra über ihrem Wappen.